# Cladocolea inorna
Cladocolea inorna là một loài thực vật có hoa trong họ Loranthaceae. Loài này được (B.L.Rob. & Greenm.) Kuijt mô tả khoa học đầu tiên năm 1975.